# Kaharlyk
Kaharlyk (en ukrainien : Кагарлик) est une ville de l'oblast de Kiev, en Ukraine, et le centre administratif du raïon de Kaharlyk. Sa population était de 14 000 habitants en 2023.

## Géographie
Kaharlyk est arrosée par la rivière Ounava (Унава) et se trouve à 67 km au sud-est de Kiev.

## Histoire
La ville est mentionnée pour la première fois en 1142 sous le nom de Gorodets. À l'époque de la Rus' de Kiev, elle est connue sous le nom de Berendeiv et plus tard sous le nom d'Erlik. En 1644, une forteresse y est construite. Elle a le statut de ville depuis 1971.

## Population
Recensements (*) ou estimations de la population :
| 1959* | 1970*  | 1979*  | 1989*  | 2001*  |
| ----- | ------ | ------ | ------ | ------ |
| 8 942 | 11 449 | 13 202 | 14 065 | 13 757 |

| 2009   | 2010   | 2011   | 2012   | 2013   |
| ------ | ------ | ------ | ------ | ------ |
| 13 602 | 13 655 | 13 682 | 13 700 | 13 758 |

## Transports
Kaharlyk se trouve à 68 km de Kiev par le chemin de fer et à 78 km par la route.